# Vestibulitis nasalis
Vestibulitis nasalis (ontsteking van de voorhof van de neus) is een ontsteking van de neusgaten en/of het net daarbinnen liggende deel van de neus. De neusvoorhof valt makkelijk ten prooi aan een infectie, zoals een folliculitis waarbij een haarzakje ontstoken raakt. Een verhoogd risico op een vestibulitis loop je wanneer je neusharen uittrekt (in plaats van afknippen). Hardnekkige infecties kunnen met een antibioticum zoals mupirocine of bacitracine bestreden worden.
Een groter risico vormen steenpuisten in de neusvoorhof die bij verkeerde behandeling een levensbedreigende sinus-cavernosus-trombose kunnen veroorzaken. 